# Dravograd
Dravograd este un oraș din comuna Dravograd, Slovenia, cu o populație de 3.414 locuitori.